# Knolbeemdgras
Knolbeemdgras (Poa bulbosa) is een vaste plant uit de grassenfamilie (Poaceae). Het gras wordt tussen de 7 en 40 centimeter hoog en vormt dichte zoden. 

## Beschrijving
De bladeren zijn vaak samengevouwen, min of meer gootvormig en niet breder dan 0,5-2 millimeter. Ze zijn dofgroen van kleur en worden al in mei bruin. De onderste bladscheden zijn verdikt, en vormen een peervormige bol (als van een ui), met dien verstande dat de bol boven de grond blijft. Het oppervlak van de stengels is glad en ze zijn hol. De grondstandige bladeren zijn tussen de vijf en vijftien centimeter lang en tussen de een en drie millimeter breed. Er zijn weinig tot geen bloeistengels. De bloemen zijn tweeslachtig, de bloempluim is meestal samengetrokken en staat naar een kant. De pluim kan normaal bloeiende aartjes hebben, maar er kunnen zich ook miniplantjes ontwikkelen doordat kieming van zaad plaatsvindt in de vrucht (valse viviparie). De plant wortelt tot 20 cm diep.

## Ecologie
Knolbeemdgras groeit op open, zonnige en zelden licht beschaduwde, droge, stikstofarme en matig voedselrijke, zwak zure tot basische, vaak verstoorde en betreden, neutrale tot kalkrijke zand- en leemgrond en op stenige plaatsen. Ze groeit in de Lage Landen in bermen (aan de voet van beuken), op duinpaden, parkeerplaatsen en speelveldjes, in droge weilanden, op stenige dijken, grindige spoorwegterreinen en op oude muren. 

## Verspreiding
De soort komt vermoedelijk van oorsprong uit Centraal-Azië, en heeft zich van daar in het voetspoor van de schapenteelt westwaarts uitgebreid naar Europa, Azië en Noord-Afrika. In Nederland is de soort in het begin van de negentiende eeuw voor het eerst vastgesteld. Ze is er zeldzaam in het duindistrict en zeer zeldzaam in het rivierengebied, in het stedelijke gebied en langs het IJsselmeer. Rond het jaar 1900 is de soort door de mens geïntroduceerd in de Verenigde Staten. Ook in Zuid-Afrika en Australië is de soort ingevoerd.

## Plantengemeenschap
Knolbeemdgras is een kensoort voor de kegelsilene-associatie (Sileno-Tortuletum ruraliformis), een plantengemeenschap van droge graslanden op kalkrijke, matig voedselrijke duinen.
... · 
P. angustifolia (Smal beemdgras) · 
P. annua (Straatgras) · 
P. bulbosa (Knolbeemdgras) · 
P. chaixii (Bergbeemdgras) · 
P. compressa (Plat beemdgras) · 
P. foliosa · 
P. litorosa · 
P. nemoralis (Schaduwgras of bosbeemdgras) · 
P. novarae · 
P. palustris (Moerasbeemdgras) · 
P. pratensis (Veldbeemdgras) · 
P. trivialis (Ruw beemdgras) · 
...